# Xtopia
Xtopia — аркологический проект 300-этажного многофункционального здания в Шанхае, Китай; или вертикальный город. Планируемая высота здания должна составить примерно одну милю. Основной целью проекта является решение проблем перенаселения и снижение отрицательного воздействия на окружающую среду человеческой популяцией.

## Проект
По проекту здание должно вмещать около 200 000 человек постоянных жильцов и ещё 50 000 человек, находящихся в здании на непостоянной основе. Для такого количества людей здание должно быть функциональным и обеспечивать все нужды людей, находящихся внутри него. Сложность проекта заключается в решении инженерных задач по обеспечению функциональности этого высотного сооружения.
Форма здания спроектирована с целью минимального сопротивления ветрам, уменьшая тем самым боковые нагрузки. Х-образный каркас, расположенный на треножной основе, обеспечивает необходимую жёсткость. Кроме того, инерционный демпфер, расположенный в центре конструкции, будет гасить резонансные колебания. Однако невертикальная форма здания исключает возможность перемещения лифтов по вертикали. Кроме того, здание по проекту разбито на несколько уровней, смещенных в вертикальной плоскости. Для решения этой проблемы предложено создать бескабельные лифты, движущиеся на магнитной подушке. Такое инженерное решение позволяет двигаться лифтам как в вертикальной, так и в горизонтальной плоскостях.
В здании планируется создать аграрные, промышленные, жилые и коммерческие зоны с целью обеспечения всех нужд жильцов не выходя из здания. В «треножнике» будет находиться промышленная зона, в центре башни аграрная зона, а верхние этажи будут занимать жилые и коммерческие зоны. Аграрная зона по замыслу должна полностью обеспечивать жильцов продуктами питания.